# 冷気
冷気（れいき、原題：Cool Air）は、アメリカ合衆国の怪奇幻想作家H・P・ラヴクラフトによる、不死をテーマとするマッド・サイエンティスト物の短編小説。他の訳題に「冷房装置の悪夢」などがある。
初出はパルプマガジン『Tales of Magic and Mystery』誌1928年3月号。

## あらすじ
私（主人公）は冷房装置や忍び寄る冷気が怖い。
ニューヨーク西14丁目の安下宿。心臓発作の治療をしてもらったのをきっかけに、私は真上の部屋に住む医師ムニョス博士と親しくなった。
博士は青ざめた顔色とどこかよそよそしい態度を持つものの、著しい知性と生まれ育ちの良さを示す一流の医師だった。彼は「死」を不倶戴天の敵とみなし、それを撲滅するための実験に没頭したため、財産も友人も失ってしまったとのことだった。博士によると、人間の意思や意識は組織の生命よりもはるかに強いので、そういう素質を科学的に増強することができれば、器官に欠損などのきわめて重大な損傷を受けた場合でも、神経の活動を持続することができるという。
一方で博士は常に部屋の温度を低く保つことを含む、厳格な養生を必要とする面倒な病気に18年前から苦しんでいた。そのため彼の居室はガソリンエンジンで稼働する、アンモニアを使った冷房装置により凍えるような冷気に満たされていた。
ムニョス博士に心酔した私は博士との親交を深め、周囲との折衝や日常の世話をするようになったが、彼の病状は日に日に悪化し、それに従い部屋の温度も下げられていった。
そんなある日、冷房装置のポンプが故障した。手を尽くしたが、翌朝新しいピストンを入手するまで冷却を再開することが出来ないことが判った。手に入る限りの氷を補充し続けたが、ついに博士はバスルームに鍵をかけて引きこもってしまった。
夜が明け、私は交換部品と修理職人の手配に奔走したが、手配を終えて下宿に戻れたのは昼過ぎになっていた。既に恐るべき事態は起こってしまっていた。
恐るべき異臭が立ち込めた室内には、黒っぽいぬらぬらしたものが床に跡をひき、ぞっとする気味の悪いものがこびりついた紙片に乱暴な殴り書きが残され、長椅子には言語に絶するようなものが横たわっていた。
殴り書きには信じがたい言葉が残されていた。
「これでおしまいだ。もう氷もなくなってしまった。組織はもうこれ以上持たない。もうおわかりだろうが、私は18年前のあのときに死んでしまったのだ」

## 日本語訳
冷気
訳：大瀧啓裕
- アンソロジー『マッド・サイエンティスト』（創元推理文庫）に収録
- 『ラヴクラフト全集 04』（創元推理文庫）に収録

訳：仁賀克雄
- アンソロジー『暗黒の秘儀』（創土社）に収録
- アンソロジー『暗黒の秘儀 -コズミックホラーの全貌』（朝日ソノラマ、朝日ソノラマ文庫海外シリーズ）に収録　

訳：片岡しのぶ
- 『定本ラヴクラフト全集03』（国書刊行会）に収録

訳：森瀬繚
- 『宇宙の彼方の色 新訳クトゥルー神話コレクション5』（星海社FICTIONS）に収録

冷房装置の悪夢
訳：志摩隆
- 『アンソロジー・恐怖と幻想』第2巻（月刊ペン社）に収録
- 『別冊宝石』108号＜世界怪談傑作集＞（1961年9月）に掲載

冷房室の怪
訳：榎林哲
- 『悪魔がぼくをよぶ』（ポプラ社文庫怪奇・推理シリーズ）に収録

冷房(れいぼう)をおそれる男(おとこ)
訳：白木茂
- 『怪談2』（少年少女講談社文庫）に収録

## 映像化作品
- オムニバス映画『ネクロノミカン』（原題：Necronomicon、1993年）のうち『ザ・コールド』（監督：金子修介）
- 映画『Cool Air』（監督：ブライアン・ムーア、1999年）
- 映画『チルド（英語版）』（原題：Chill、監督：マイルズ・フェルドマン、2007年）